# Striocadulus ludbrookae
Striocadulus ludbrookae är en blötdjursart som beskrevs av Victor Scarabino 1995. Striocadulus ludbrookae ingår i släktet Striocadulus och familjen Gadilidae. Inga underarter finns listade i Catalogue of Life.